# موش شانه وال
موش شانه وال (نام علمی: Ctenodactylus vali) نام یک گونه از سرده شانه‌موش‌ها است.